# Festuca minutiflora
Festuca minutiflora är en gräsart som beskrevs av Per Axel Rydberg. Festuca minutiflora ingår i släktet svinglar, och familjen gräs. Inga underarter finns listade i Catalogue of Life.